# Emma Degerstedt
Emma Kristina Degerstedt (Long Beach, 13 de abril de 1992) é uma atriz estadunidense. Interpretou a personagem Maris Bingham na série Normal Demais (Unfabulous) do canal Nickelodeon. Fez uma participação no filme O Curioso Caso de Benjamin Button.